# Scopula bucephalaria
Scopula bucephalaria är en fjärilsart som beskrevs av Barnes och Mcdunnough 1918. Scopula bucephalaria ingår i släktet Scopula och familjen mätare. Inga underarter finns listade.